# Megathiris capensis
Megathiris capensis är en armfotingsart som beskrevs av Jackson 1952. Megathiris capensis ingår i släktet Megathiris och familjen Megathyrididae. Inga underarter finns listade i Catalogue of Life.